# The Collaborators
The Collaborators è una serie televisiva canadese appartenente al filone poliziesco-scientifico prodotta dalla CBC Television e trasmessa in due stagioni di 10 episodi ciascuna, tra il dicembre 1973 e il dicembre 1974. In Italia viene trasmessa per la prima volta sulle reti locali nei primi anni '80, e successivamente viene ritrasmesso in chiaro sul canale Channel24 dal 10 agosto 2014.

## Trama
The Collaborators ruota intorno ad una squadra composta da agenti della polizia metropolitana canadese e da scienziati forensi che indagano sulla scena del crimini cooperando tra loro ed unendo l'elemento e le dinamiche tipiche della detection alla bravura nelle attività di ricerca ed esami di laboratorio.
Protagonisti della serie sono il detective Brewer, individuo serafico, dallo spiccato intuito e acume psicologico quanto restio ad usare le armi e la violenza e il dottor Erickson, patologo aiutato dalla bella ed efficiente assistente Liz.
Gli episodi si svolgono nella città di Toronto e nei suoi sobborghi, in un Canada stranamente poco riconoscibile e pittoresco, grigio e sostituibile con qualsiasi città nord americana. Con il dipanarsi delle puntate, specialmente nella seconda stagione, vengono affrontati temi assai più delicati e scottanti, come le gravidanze minorili, la violenza in famiglia, i reduci nazisti, l'immigrazione clandestina e la percezione che la società ha nei confronti dei non nativi bianchi.

## Produzione
Paul Harding, uno dei co-protagonisti, lasciò la serie dopo la prima stagione in quanto invidioso del fatto che il personaggio cui andassero sempre tutti i meriti fosse soprattutto Brewer. Ben presto, anche Michael Kane, l'altro personaggio principale, lo seguì a ruota dopo i primi due episodi della seconda stagione a causa di problemi di salute. I produttori riassegnarono così i ruoli di protagonisti a Donald Pilon, che impersonava il detective Richard Tremblay, un poliziotto apparentemente tutto freddezza e razionalità, e a Toby Tarnow, nel ruolo di Liz Roman. Ciò, tuttavia, causò disaffezione nei confronti della serie, che fu cancellata dopo solo 20 episodi.

## Episodi
| nº | Titolo originale                     | Titolo italiano                | Prima TV Canada   | Prima TV Italia |
| -- | ------------------------------------ | ------------------------------ | ----------------- | --------------- |
| 1  | Luck... Without It, You're Nowhere   | Un pizzico di fortuna          | 16 dicembre 1973  |                 |
| 2  | Four Into Three Won't Go             | Il quattro nel tre non c'entra | 23 dicembre 1973  |                 |
| 3  | Tell Them What You Know              | Un'idea incredibile            | 30 dicembre 1973  |                 |
| 4  | All My Love Jennie                   | Un caso difficile              | 6 gennaio 1974    |                 |
| 5  | Winner Lose All                      | Chi guadagna perde tutto       | 13 gennaio 1974   |                 |
| 6  | Beyond All Reasonable Doubt          | Un possibile dubbio            | 20 gennaio 1974   |                 |
| 7  | Whatever Happened to Candy?          | Che è successo a Candy?        | 27 gennaio 1974   |                 |
| 8  | A Touch Of Madness                   | Un tocco di pazzia             | 3 febbraio 1974   |                 |
| 9  | The Contract                         | Il contratto                   | 10 febbraio 1974  |                 |
| 10 | Night Into Mourning                  | Tra notte e mattina            | 17 febbraio 1974  |                 |
| 11 | Kiss The World Goodbye               | Bacia il mondo e sparisci!     | 29 settembre 1974 |                 |
| 12 | (A Little) Something For The Old Age | Una pensione per la vecchiaia  | 6 ottobre 1974    |                 |
| 13 | Fifteen Below And Falling            | C'è un cadavere nel freezer    | 13 ottobre 1974   |                 |
| 14 | When A Man Is Down                   | Quando un uomo è giù           | 20 ottobre 1974   |                 |
| 15 | Dreams And Things                    | Sogni e cose                   | 27 ottobre 1974   |                 |
| 16 | Dark Children                        | Il ragazzo scuro               | 3 novembre 1974   |                 |
| 17 | Once Upon Time in Genarro            | Un caso irrisolvibile          | 10 novembre 1974  |                 |
| 18 | A Nice Girl Like You                 | Una graziosa ragazza           | 17 novembre 1974  |                 |
| 19 | Dee Dee                              | Dee Dee                        | 24 novembre 1974  |                 |
| 20 | Undercover                           | Il poliziotto segreto          | 1º dicembre 1974  |                 |